# Prima Lega 1988-1989 (calcio)
La Prima Lega B 1988-1989, campionato svizzero di terza serie, si concluse con la promozione in LNB di Zug (FC), Friburgo e Brüttisellen. Il titolo di campione della Prima Lega fu vinto dal FC Zugo.

## Qualificazioni

### Gruppo 1

#### Classifica
|  | Pos. | Squadra          | Pt | G  | V  | N  | P  | GF | GS | DR  |
|  | ---- | ---------------- | -- | -- | -- | -- | -- | -- | -- | --- |
|  | 1.   | Châtel-St-Denis  | 39 | 26 | 17 | 5  | 4  | 53 | 20 | +33 |
|  | 2.   | Friburgo         | 34 | 26 | 12 | 10 | 4  | 44 | 26 | +18 |
|  | 3.   | Echallens        | 30 | 26 | 12 | 6  | 8  | 48 | 48 | 0   |
|  | 4.   | Raron            | 29 | 26 | 12 | 5  | 9  | 47 | 37 | +10 |
|  | 5.   | Fully            | 27 | 26 | 11 | 5  | 10 | 39 | 35 | +4  |
|  | 6.   | Aigle            | 27 | 26 | 11 | 5  | 10 | 43 | 41 | +2  |
|  | 7.   | Vevey            | 26 | 26 | 9  | 8  | 9  | 37 | 36 | +1  |
|  | 8.   | Monthey          | 25 | 26 | 9  | 7  | 10 | 35 | 31 | +4  |
|  | 9.   | Beauregard       | 24 | 26 | 8  | 8  | 10 | 49 | 52 | -3  |
|  | 10.  | Stade Nyonnais   | 24 | 26 | 9  | 6  | 11 | 37 | 51 | -14 |
|  | 11.  | Folgore Losanna  | 22 | 26 | 7  | 8  | 11 | 27 | 36 | -9  |
|  | 12.  | Stade Lausanne   | 21 | 26 | 5  | 11 | 10 | 33 | 43 | -10 |
|  | 13.  | Grand-Lancy      | 20 | 26 | 6  | 8  | 12 | 37 | 47 | -10 |
|  | 14.  | Central Friburgo | 16 | 26 | 5  | 6  | 15 | 29 | 55 | -26 |

Legenda:

      Ammesso alle qualificazioni per la promozione in Lega Nazionale B 1989-1990.
 Va agli spareggi retrocessione.
      Retrocesso in Seconda Lega 1989-1990.

Note:

Due punti a vittoria, uno a pareggio, zero a sconfitta.

### Gruppo 2

#### Classifica
|  | Pos. | Squadra             | Pt | G  | V  | N  | P  | GF | GS | DR  |
|  | ---- | ------------------- | -- | -- | -- | -- | -- | -- | -- | --- |
|  | 1.   | Laufen              | 41 | 26 | 16 | 9  | 1  | 62 | 21 | +41 |
|  | 2.   | Thun                | 37 | 26 | 16 | 5  | 5  | 72 | 36 | +36 |
|  | 3.   | Burgdorf            | 34 | 26 | 14 | 6  | 6  | 55 | 39 | +16 |
|  | 4.   | Lyss                | 32 | 26 | 12 | 8  | 6  | 34 | 28 | +6  |
|  | 5.   | Münsingen           | 30 | 26 | 13 | 4  | 9  | 55 | 38 | +17 |
|  | 6.   | Moutier             | 29 | 26 | 11 | 7  | 8  | 45 | 26 | +19 |
|  | 7.   | Colombier           | 28 | 26 | 11 | 6  | 9  | 38 | 35 | +3  |
|  | 8.   | Berna               | 26 | 26 | 9  | 8  | 9  | 41 | 41 | 0   |
|  | 9.   | Breitenbach         | 26 | 26 | 8  | 10 | 8  | 41 | 41 | 0   |
|  | 10.  | Delémont            | 21 | 26 | 8  | 5  | 13 | 41 | 48 | -7  |
|  | 11.  | Le Locle-Sports     | 21 | 26 | 7  | 7  | 12 | 34 | 48 | -14 |
|  | 12.  | Boudry              | 15 | 26 | 5  | 5  | 16 | 16 | 49 | -33 |
|  | 13.  | Rapid Ostermundigen | 14 | 26 | 5  | 4  | 17 | 40 | 75 | -35 |
|  | 14.  | Köniz               | 10 | 26 | 4  | 2  | 20 | 25 | 74 | -49 |

Legenda:

      Ammesso alle qualificazioni per la promozione in Lega Nazionale B 1989-1990.
 Va agli spareggi retrocessione.
      Retrocesso in Seconda Lega 1989-1990.

Note:

Due punti a vittoria, uno a pareggio, zero a sconfitta.

### Gruppo 3

#### Classifica
|  | Pos. | Squadra       | Pt | G  | V  | N  | P  | GF | GS | DR  |
|  | ---- | ------------- | -- | -- | -- | -- | -- | -- | -- | --- |
|  | 1.   | Kriens        | 36 | 26 | 14 | 8  | 4  | 48 | 27 | +21 |
|  | 2.   | FC Zugo       | 33 | 26 | 11 | 11 | 4  | 31 | 18 | +13 |
|  | 3.   | Ascona        | 32 | 26 | 11 | 10 | 5  | 37 | 22 | +15 |
|  | 4.   | Soletta       | 30 | 26 | 12 | 6  | 8  | 43 | 32 | +11 |
|  | 5.   | Buochs        | 28 | 26 | 10 | 8  | 8  | 37 | 30 | +7  |
|  | 6.   | Mendrisio     | 28 | 26 | 11 | 6  | 9  | 37 | 38 | -1  |
|  | 7.   | Pratteln      | 28 | 26 | 9  | 10 | 7  | 29 | 31 | -2  |
|  | 8.   | Tresa         | 27 | 26 | 10 | 7  | 9  | 34 | 37 | -3  |
|  | 9.   | Muri          | 25 | 26 | 6  | 13 | 7  | 34 | 32 | +2  |
|  | 10.  | Klus/Balsthal | 25 | 26 | 9  | 7  | 10 | 30 | 28 | +2  |
|  | 11.  | Suhr          | 23 | 26 | 5  | 13 | 8  | 31 | 35 | -4  |
|  | 12.  | Wohlen        | 19 | 26 | 6  | 7  | 13 | 25 | 40 | -15 |
|  | 13.  | Olten         | 17 | 26 | 3  | 11 | 12 | 17 | 35 | -18 |
|  | 14.  | Altdorf       | 13 | 26 | 2  | 9  | 15 | 23 | 51 | -28 |

Legenda:

      Ammesso alle qualificazioni per la promozione in Lega Nazionale B 1989-1990.
 Va agli spareggi retrocessione.
      Retrocesso in Seconda Lega 1989-1990.

Note:

Due punti a vittoria, uno a pareggio, zero a sconfitta.

### Gruppo 4

#### Classifica
|  | Pos. | Squadra         | Pt | G  | V  | N  | P  | GF | GS | DR  |
|  | ---- | --------------- | -- | -- | -- | -- | -- | -- | -- | --- |
|  | 1.   | Altstätten      | 34 | 26 | 14 | 6  | 6  | 56 | 39 | +17 |
|  | 2.   | Brüttisellen    | 32 | 26 | 12 | 8  | 6  | 50 | 26 | +24 |
|  | 3.   | Herisau         | 30 | 26 | 11 | 8  | 7  | 43 | 37 | +6  |
|  | 4.   | Tuggen          | 29 | 26 | 11 | 7  | 8  | 42 | 30 | +12 |
|  | 5.   | Red Star Zurigo | 29 | 26 | 10 | 9  | 7  | 48 | 38 | +10 |
|  | 6.   | Veltheim        | 29 | 26 | 11 | 7  | 8  | 45 | 42 | +3  |
|  | 7.   | Landquart       | 28 | 26 | 10 | 8  | 8  | 34 | 40 | -6  |
|  | 8.   | Rorschach       | 25 | 26 | 8  | 9  | 9  | 35 | 34 | +1  |
|  | 9.   | Kilchberg       | 24 | 26 | 7  | 10 | 9  | 37 | 37 | 0   |
|  | 10.  | Brühl           | 23 | 26 | 7  | 9  | 10 | 37 | 50 | -13 |
|  | 11.  | Vaduz           | 21 | 26 | 7  | 7  | 12 | 30 | 37 | -7  |
|  | 12.  | Einsiedeln      | 21 | 26 | 4  | 13 | 9  | 32 | 41 | -9  |
|  | 13.  | Stäfa           | 21 | 26 | 7  | 7  | 12 | 38 | 55 | -17 |
|  | 14.  | Frauenfeld      | 18 | 26 | 7  | 4  | 15 | 29 | 50 | -21 |

Legenda:

      Ammesso alle qualificazioni per la promozione in Lega Nazionale B 1989-1990.
 Va agli spareggi retrocessione.
      Retrocesso in Seconda Lega 1989-1990.

Note:

Due punti a vittoria, uno a pareggio, zero a sconfitta.

## Promozione in Lega Nazionale B

### Primo turno
Il primo turno vede impegnate tutte le prime e seconde classificate di ogni girone di Prima Lega.
|                 | Risultati |                 |
| --------------- | --------- | --------------- |
| Altstätten      | 1 - 1     | Thun            |
| Thun            | 2 - 0     | Altstätten      |
| Kriens          | 2 - 3     | Friburgo        |
| Friburgo        | 2 - 1     | Kriens          |
| FC Zugo         | 3 - 1     | Châtel-St-Denis |
| Châtel-St-Denis | 3 - 3     | FC Zugo         |
| Laufen          | 0 - 0     | Brüttisellen    |
| Brüttisellen    | 1 - 0     | Laufen          |
|                 |           |                 |

### Secondo turno
|              | Risultati |              |
| ------------ | --------- | ------------ |
| Brüttisellen | 2 - 1     | Friburgo     |
| Friburgo     | 2 - 0     | Brüttisellen |
| Thun         | 1 - 2     | FC Zugo      |
| FC Zugo      | 2 - 0     | Thun         |
|              |           |              |

### Finalina per la terza promozione
|              | Risultato                   |        | Luogo e data                |  |
| ------------ | --------------------------- | ------ | --------------------------- |  |
| Brüttisellen | 2 - 2 (d.t.s.) (3-2 d.c.r.) | Kriens | a Burgdorf, manca data 1989 |  |
|              |                             |        |                             |  |

### Finale per il titolo
|         | Risultato |          |
| ------- | --------- | -------- |
| FC Zugo | 5 - 1     | Friburgo |
|         |           |          |

## Spareggi retrocessione
Spareggi per la retrocessione in Seconda Lega.

### Primo turno
|        | Risultati |                | Luogo e data                 |  |
| ------ | --------- | -------------- | ---------------------------- |  |
| Wohlen | 3 - 0     | Einsiedeln     | a Kilchberg, manca data 1989 |  |
| Boudry | 2 - 1     | Stade Lausanne | a Echallens, manca data 1989 |  |
|        |           |                |                              |  |

### Secondo turno
|                | Risultati |                | Luogo e data                  |  |
| -------------- | --------- | -------------- | ----------------------------- |  |
| Stade Lausanne | 1 - 2     | Einsiedeln     | a Losanna, manca data 1989    |  |
| Einsiedeln     | 2 - 2     | Stade Lausanne | a Einsiedeln, manca data 1989 |  |
|                |           |                |                               |  |

## Verdetti finali
- Brüttisellen,   Friburgo e  FC Zugo sono promosse in Lega Nazionale B 1989-1990.
- Altdorf,  Central Friburgo,  Frauenfeld,  Grand-Lancy,  Köniz,  Olten,  Rapid Ostermundigen,  Stäfa e  Stade Lausanne retrocesse in Seconda Lega 1989-1990.